# بيتر ليرد
بيتر ليرد (بالإنجليزية: Peter Laird)‏ هو كاتب سيناريو أمريكي، ولد في 27 يناير 1954 في نورث آدمز في الولايات المتحدة.

## وصلات خارجية
- بيتر ليرد على موقع IMDb (الإنجليزية)
- بيتر ليرد على موقع الموسوعة البريطانية (الإنجليزية)
- بيتر ليرد على موقع ألو سيني (الفرنسية)
- بيتر ليرد على موقع أول موفي (الإنجليزية)
- بيتر ليرد على موقع قاعدة بيانات الأفلام السويدية (السويدية)
- بيتر ليرد على موقع قاعدة بيانات الفيلم (الإنجليزية)
- بيتر ليرد على موقع كينوبويسك (الروسية)